# Uscana meerutensis
Uscana meerutensis is een vliesvleugelig insect uit de familie Trichogrammatidae. De wetenschappelijke naam is voor het eerst geldig gepubliceerd in 1993 door Yousuf & Shafee.